# الک ساندی
الک ساندی (انگلیسی: Alec Sundly؛ زادهٔ ۸ ژوئیهٔ ۱۹۹۲) بازیکن فوتبال اهل ایالات متحده آمریکا است.
از باشگاه‌هایی که در آن بازی کرده‌است می‌توان به نیوانگلند رولوشن اشاره کرد.